# L'Été de tous les records
L'Été de tous les records est une émission de divertissement de France 3, diffusée pendant les vacances estivales de 2003 à 2005, durant l'après-midi et animée par Pierre Sled.

## Principe de l'émission
En public et en direct depuis une ville côtière de France, le thème principal de l'émission est de tenter de battre des records dans le domaine sportif notamment.

## Coanimateurs
L'équipe, autour de Pierre Sled, est composée de Barry White, juge officiel du Guinness World Records, Taïg Khris, champion du monde de rollers sur rampe, Emma Cubaynes et Caroline Barbeau, championne du monde junior de funboard.